# مجيدية (رومانيا)
مدينة مجيدية في مقاطعة كونستانتسا في أقليم دوبروجة في رومانيا. أسسها السلطان عبد المجيد الأول حيث قام ببناء مسجد وحمامات تركية في تلك المنطقة التي كانت عبارة عن حقول قمح.

## السكان
- رومان : 35154.
- أتراك : 4056.
- تتار : 3987.
- غجر : 497.
- روس : 40.
- مجر : 21.
- أخرى ن : 264.

## الديانة
- المسلمين : 8154.
- المسيحين :35513.

## توأمة
لمجيدية (رومانيا) اتفاقيات توأمة مع كل من:
- Kikinda [الإنجليزية]‏
- ريف كاهول
- فافارا
- تشوماديان
- يالوفا

## أعلام
- محمد نيازي
- يوسف عيسى حليم
- بوجدان ميتاشى
- تحسين جميل